# Edin Sprečo
Pour les articles homonymes, voir Edin.
Edin Sprečo (Един Спречо en alphabet cyrillique), né le 19 avril 1947 à Sarajevo et mort dans la même ville le 12 mai 2020, est un footballeur international yougoslave. 
Attaquant, il a effectué l'essentiel de sa carrière au FK Željezničar Sarajevo, avant de s'exiler aux Pays-Bas puis en France à la fin de sa carrière.

## Carrière
Natif de Sarajevo, Edin Sprečo fait ses débuts dans l'un des clubs de la ville, le FK Željezničar, à l'âge de douze ans. Cinq ans plus tard, alors qu'il n'est âgé que de dix-sept ans, il fait ses débuts en équipe première, et marque deux buts pour son premier match. Rapidement, il s'impose comme l'un des meilleurs espoirs yougoslaves, et fait ses débuts en équipe nationale le 1er novembre 1967, lors d'un match amical disputé face aux Pays-Bas de Johan Cruijff. Il ne marque pas, mais son équipe s'impose (2-1), son coéquipier au Željezničar Ivan Osim donnant la victoire aux siens. Cette première cape est immédiatement suivie d'une seconde, puisque Sprečo est de nouveau titularisé onze jours plus tard face à l'Albanie. Cette fois, il marque l'un des buts de la large victoire yougoslave (4-0). Par la suite, il n'est plus rappelé qu'une seule fois en équipe nationale, pour un match disputé le 4 juin 1969 en qualification à la Coupe du monde 1970 face à la Finlande (5-1),. Une nouvelle fois, Sprečo marque un but, portant son total à deux réalisations en trois sélections.
En club, Sprečo connaît la réussite. En 1971, le Željezničar est vice-champion de Yougoslavie derrière le HNK Hajduk Split, puis remporte le titre la saison suivante, le premier de son histoire. En dix ans avec l'équipe première de son club formateur, il dispute 199 matchs de championnat, et marque 61 buts. En tout, il a disputé 234 matchs et marqué 75 buts pour Željezničar. Logiquement, ses performances attirent le regard de clubs étrangers, mais Sprečo doit attendre ses vingt-huit ans avant d'obtenir l'autorisation d'exercer son métier ailleurs qu'en Yougoslavie.
En 1975, il quitte Sarajevo pour les Pays-Bas, et signe au NAC Breda. Il reste une saison dans le club néerlandais, et dispute vingt-cinq matchs pour sept buts marqués. L'aventure tourne court, et il retourne au Željezničar. Un an plus tard, il effectue un essai en France, au Stade rennais, qui se révèle concluant. Son jeu de tête impressionne et le club breton envisage de lui faire signer un contrat, mais Sprečo reste lié jusqu'au 6 décembre 1977 avec son ancien club. À l'issue de cette période d'attente, il fait ses débuts avec l'équipe rennaise le 21 janvier 1978, pour un match de deuxième division face à l'AS Poissy (3-0). Il dispute dix matchs en attaque jusqu'à la fin de saison, et marque cinq buts. La saison suivante, il devient l'avant-centre titulaire, au côté, en début de saison, de l'Ivoirien Laurent Pokou. Avec quinze buts marqués, il est le meilleur buteur d'un club en proie à de grosses difficultés financières. Mais, parti prendre des vacances prolongées en Yougoslavie pendant l'hiver sans l'accord du Stade rennais, il devient indésirable et rentre dans son pays natal à l'été 1979.
Sprečo termine alors sa carrière au NK Iskra Bugojno, puis retourne au FK Željezničar pour lequel il devient recruteur.

## Palmarès
- Champion de Yougoslavie en 1972 avec le FK Željezničar Sarajevo.
- 3 sélections en équipe de Yougoslavie, 2 buts.